# Protasowo (obwód wołogodzki)
Protasowo  (ros. Протасово) – wieś w Rosji, w rejonie mieżdurieczeńskim obwodu wołogodzkiego. W 2010 r. liczyła 23 mieszkańców.